# Palestinian Airlines

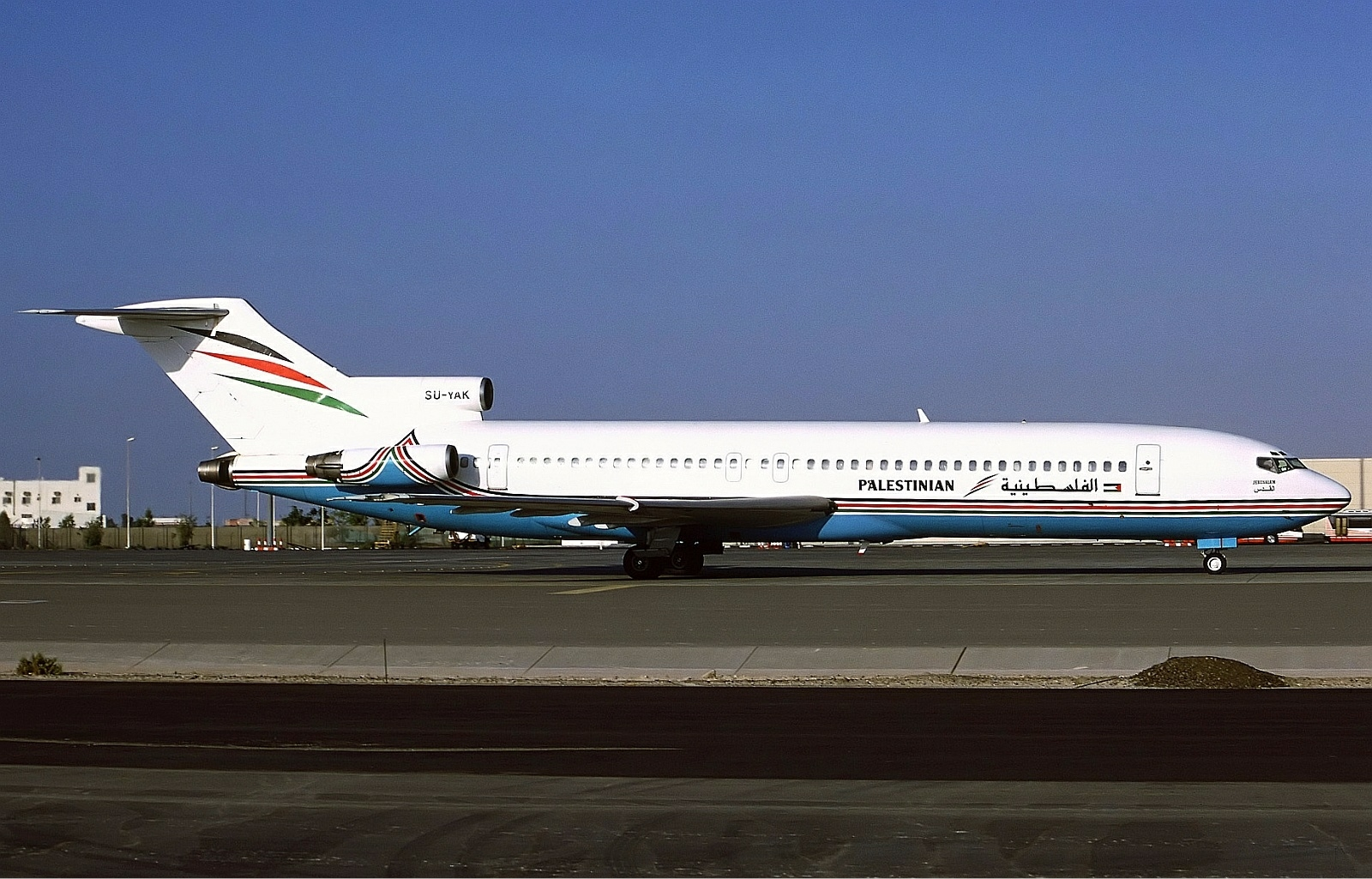
Palestinian Airlines Boeing 727

Palestinian Airlines (Arabisch: الخطوط الجوية الفلسطينية, alkhutut aljawiyat alfilastinia) was een luchtvaartmaatschappij met de luchthaven El Arish in Egypte als basis. Het voerde internationale lijndiensten uit op de luchthavens van Caïro en Amman en chartervluchten voor pelgrims naar Jeddah.
De luchtvaartmaatschappij werd opgericht op 1 januari 1995 en de eerste vlucht was in juni 1997. Sinds 2012 werd vanaf El Arish gevlogen.
In 2020 werd het bedrijf geliquideerd na jaren van beperkte operaties.

## Codes
- IATA-code: PF
- ICAO-code: PNW
- Callsign: Palestinian